# Welcome to the Pleasuredome
Welcome to the Pleasuredome es el álbum debut de la agrupación británica Frankie Goes to Hollywood, publicado el 29 de octubre de 1984. Originalmente publicado en formato dual, el disco logró encabezar las listas de éxitos británicas y vender más de un millón de copias. El álbum también logró excelentes ventas en países como Suiza, Nueva Zelanda y Suecia, impulsado especialmente por el exitoso sencillo "Relax" y por la balada "The Power of Love".

## Lista de canciones

### LP Original
Todas las canciones escritas y compuestas por Peter Gill, Holly Johnson, Brian Nash y Mark O'Toole, excepto donde se indique lo contrario.

| Lado 1: "F – Pray Frankie Pray" |                               |                                          |          |  |
| N.º                             | Título                        | Compositor(es)                           | Duración |  |
| 1.                              | «Well...»                     | Frankie Goes to Hollywood, Andy Richards | 0:55     |  |
| 2.                              | «The World Is My Oyster»      |                                          | 1:02     |  |
| 3.                              | «Snatch of Fury»              | Gerry Marsden                            | 0:36     |  |
| 4.                              | «Welcome to the Pleasuredome» |                                          | 12:58    |  |

| Lado 2: "G – Say Frankie Say" |                                              |                                  |          |  |
| N.º                           | Título                                       | Compositor(es)                   | Duración |  |
| 5.                            | «Relax»                                      |                                  | 3:56     |  |
| 6.                            | «War (...and Hide)»                          | Barrett Strong, Norman Whitfield | 6:12     |  |
| 7.                            | «Two Tribes (For the Victims of Ravishment)» |                                  | 3:23     |  |
| 8.                            | «(Tag)»                                      |                                  | 0:35     |  |

| Lado 3: "T – Stay Frankie Stay" |                             |                           |          |  |
| N.º                             | Título                      | Compositor(es)            | Duración |  |
| 9.                              | «Ferry (Go)»                | Marsden                   | 1:49     |  |
| 10.                             | «Born to Run»               | Bruce Springsteen         | 3:56     |  |
| 11.                             | «San Jose (The Way)»        | Burt Bacharach, Hal David | 3:09     |  |
| 12.                             | «Wish (The Lads Were Here)» |                           | 2:48     |  |
| 13.                             | «The Ballad of 32»          |                           | 4:47     |  |

| Lado 4: "H – Play Frankie Play" |                           |                |          |  |
| N.º                             | Título                    | Compositor(es) | Duración |  |
| 14.                             | «Krisco Kisses»           |                | 2:57     |  |
| 15.                             | «Black Night White Light» |                | 4:05     |  |
| 16.                             | «The Only Star in Heaven» |                | 4:16     |  |
| 17.                             | «The Power of Love»       |                | 5:28     |  |
| 18.                             | «Bang»                    |                | 1:08     |  |

### Versión en CD
1. "The World Is My Oyster" – 1:57
2. "Welcome to the Pleasuredome" – 13:38
3. "Relax" – 3:56
4. "War (...and Hide)" – 6:12
5. "Two Tribes (For the Victims of Ravishment)" – 10:22
6. "Born to Run" – 4:13
7. "Happy Hi!" – 4:12
8. "Wish (The Lads Were Here)" – 7:35
9. "Krisco Kisses" – 2:57
10. "Black Night White Light" – 4:05
11. "The Only Star in Heaven" – 4:16
12. "The Power of Love" – 5:28
13. "Bang" – 1:08